# Cikitu
Cikitu is een bestuurslaag in het regentschap Bandung van de provincie West-Java, Indonesië. Cikitu telt 6250 inwoners (volkstelling 2010).